# Городской
Городской — хутор в Теучежском муниципальном районе Республики Адыгея России.
Входит в состав Джиджихабльского сельского поселения.

## Население
| 2002 | 2010 | 2013 | 2014 | 2015 | 2016 | 2017 |
| ---- | ---- | ---- | ---- | ---- | ---- | ---- |
| 247  | ↗288 | ↗297 | ↗310 | ↘302 | ↘297 | ↗299 |
| 2018 | 2019 | 2020 | 2021 | 2023 | 2024 |      |
| ↘297 | ↗299 | ↗307 | ↘283 | ↗287 | ↘283 |      |

По данным Всероссийской переписи 2021 года:
| Народ               | Численность, чел. | Доля от всего населения, % |
| ------------------- | ----------------- | -------------------------- |
| русские             | 269               | 95,06 %                    |
| адыги               | 7                 | 2,47 %                     |
| другие / не указано | 7                 | 2,47 %                     |
| всего               | 283               | 100,0 %                    |

## География

### Улицы
- Гагарина,
- Комсомольская,
- Набережная,
- Пионерская,
- Советов,
- Степная.